# Arivonimamo (district)
Arivonimamo is een district van Madagaskar in de regio Itasy. Het district telt 288.931 inwoners (2011) en heeft een oppervlakte van 1.627 km², verdeeld over 21 gemeentes. De hoofdplaats is Arivonimamo.